# Neobapta mollis
Neobapta mollis là một loài bướm đêm trong họ Geometridae.